# SPAD S.XIII
A SPAD S.XIII  együléses, kétfedelű francia vadászrepülőgép volt az első világháborúban. 1917-ben jelent meg a nyugati fronton. Franciaország mellett a többi szövetséges állam is használta.

## Előzmények
A SPAD S.XIII a SPAD S.VII továbbfejlesztése volt. A SPAD 7 1916-ban lépett szolgálatba, de 1917 elején már rendszeresen alulmaradt a német felderítő gépekkel vívott légicsatákban. A francia pilóták legjobbja, Georges Guynemer is elkezdett egy továbbfejlesztett változat mellett lobbizni. A SPAD tervezője Louis Béchereau először a SPAD S.XII-t készítette el, ami azonban csak mérsékelt sikert aratott, ezért ezt továbbfejlesztve elkészült a SPAD S.XIII.
A SPAD S.XIII számos aerodinamikai és egyéb továbbfejlesztésben különbözött elődjétől, beleértve a nagyobb szárnyfelületet, az erősebb Hispano-Suiza motort és egy második Vickers gépfegyvert a tűzerő növelése érdekében. Mindezek a változtatások megnövelték a repülőgép teljesítményét a repülésben és a harcban egyaránt. A gép gyorsabb volt mint a vele egyidőben repült brit Sopwith Camel és a német Fokker D.VII, azonban a manőverezhetősége rosszabb volt, különösen alacsony sebesség mellett.

## Története
1917. április 4-én repült először a SPAD S.XIII és a következő hónapban már a francia légierő, a Aéronautique Militaire kötelékében már szolgálatba is állt. Az Amerikai Egyesült Államok Légiereje által megvásárolt 893 darab gépnek majdnem a fele még 1920-ban is szolgálatban volt. A háború után exportálták továbbá Japánba, Lengyelországba és Csehszlovákiába is.

## Hadrendbe állító országok
Argentína(két repülőgép)
 Belgium
 Brazília
 Csehország(a háború után)
 Franciaország
 Görögország
 Olasz Királyság
- Olasz Légihadtest

 Japán
 Lengyelország(a háború után)
 Orosz Birodalom
 Thaiföld
 Spanyolország
 Törökország
 Egyesült Királyság
 Amerikai Egyesült Államok
 Uruguay

## Pilóták
- Eddie Rickenbacker

## Külső hivatkozások
- Air Force Association Fact Sheet (pdf)
- Spad S. XIII egy belga bélyegen
- SPAD XIII a National Museum of the USAF oldalán
- SPAD XIII a The Aerodrome oldalán